# Božo Vuletić
Božo Vuletić (né le 1er juillet 1958 à Dubrovnik) est un joueur de water-polo yougoslave, champion olympique en 1984 à Los Angeles.